# Langues au Mali

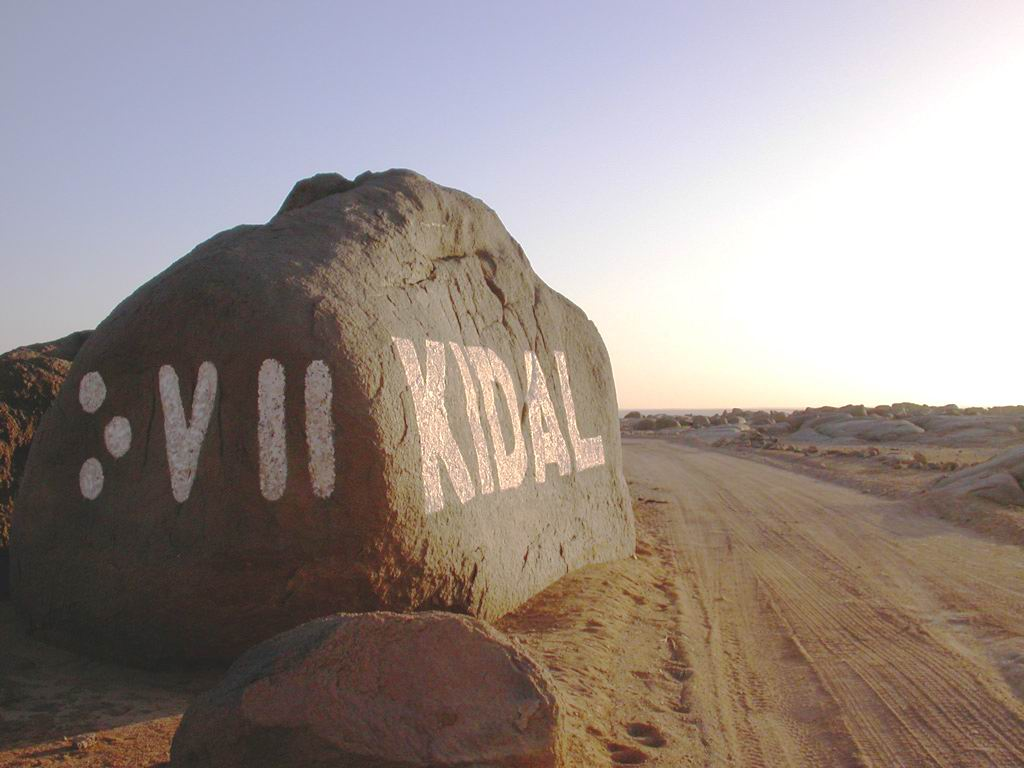
Signalisation bilingue à l'entrée de Kidal. Sur le côté gauche du rocher, Kidal est transcrit en caractères tifinagh.

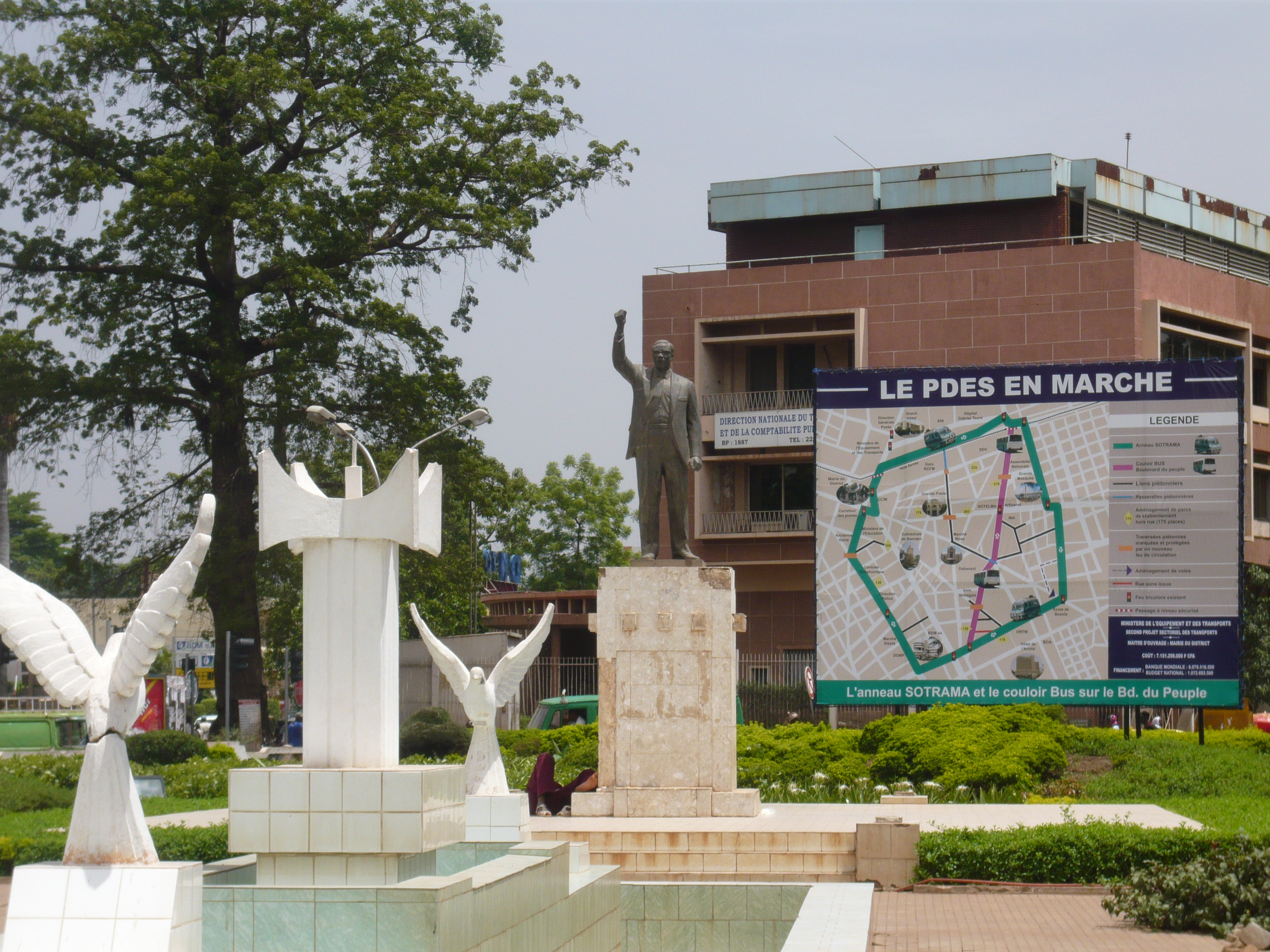
Panneaux en français à côté d'une statue de Patrice Émery Lumumba à Bamako.

Le Mali répertorie entre 58 et 78 langues africaines. Le Bambara, langue de la capitale Bamako, est parlé par la moitié de la population et le français par 17 % de la population,.
Le français est la langue de travail, de l'administration et de l'enseignement et les treize langues nationales sont les langues officielles du pays, utilisées par l'État, avec le français dans l'administration et l'enseignement. En 2022, sur 21 473 000 Maliens, 3 702 000 sont francophones,, ce qui fait du français la 2e langue la plus connue après le bambara. Le bambara, une langue mandé et l'une des treize langues nationales et officielles du Mali, est cependant la langue véhiculaire du pays et est largement utilisé dans les activités quotidiennes ; elle est la principale langue maternelle au Mali (46 %) et également la plus parlée (52 %), bien que pas uniformément répartie sur le territoire national.
« Ce cas de diglossie du Mali est d'ailleurs très spécifique avec une langue nationale fortement présente dans la capitale mais pas sur tout le territoire national. Ce contexte de diglossie est également spécifique à certains pays d’Afrique et produit des environnements linguistiques qui offrent une place différente à la langue française que ce que nous observons par exemple à Yaoundé au Cameroun ou à Abidjan en Côte d'Ivoire. »

## Liste des langues présentes au Mali classées par familles linguistiques

### Langues nigéro-congolaises
- Bobokan
- Bomu
- Bozo
- Dogon
- Mandingue
  - Bambara
    - Dyangirte
    - Kalongo
    - Masasi
    - Nyamasa
    - Sonono

  - Khassonké
  - Malinké (malinké de Kita, maninka, maninka)
- Peul
- Sénoufo
  - Mamara
  - Supyiré
  - Syenara
- Soninké

### Langues nilo-sahariennes
- Songhay

### Langues afro-asiatiques
- Tamasheq
- Hassaniyya

### Langues indo-européennes
- Français
- Anglais : langue parlée surtout dans le secteur du tourisme, et du commerce, par quelques milliers de Maliens. L'anglais est une langue enseignée dans un cadre universitaire, surtout à Bamako, pour communiquer avec des pays de l'OUA (Organisation de l'Unité Africaine) anglophones, comme par exemple, le Nigeria, ou le Ghana, et dont l'objectif, aussi, était d'avoir des échanges économiques plus étendus avec les pays africains anglophones.
- Depuis l'instauration d'un régime militaire pro-russe en 2021, il y a une demande pour apprendre la langue russe au Mali, mais cette langue n'est pas parlée au Mali, et n'est pas encore enseignée actuellement. Les contacts avec les Russes présents au Mali, dont les troupes de mercenaires Wagner, se font en français et en anglais.

## Répartition géographique
La répartition des locuteurs de chacune des langues varie selon les régions : le bambara est parlé essentiellement dans les régions de Ségou et Koulikoro, le peul dans la région de Mopti, le songhaï dans la région de Tombouctou et le soninké dans la région de Kayes.
« Les recensements du pays montrent une prédominance de plus en plus prononcée des langues régionales autochtones sur le bambara au fur et à mesure que l’on passe des régions de l’ouest du pays à celles de l’est. Bien qu’[il] soit la langue véhiculaire par excellence au Mali, le rang qu[e le bambara] occupe va ainsi décroissant spatialement, illustrant la grande stabilité des aires linguistiques au Mali entre 1987 et 1998. »

## Statistiques

### Recensement de 2009

#### Langues maternelles et parlées
|    |
| -- |
| 1  |
| 2  |
| 3  |
| 4  |
| 5  |
| 6  |
| 7  |
| 8  |
| 9  |
| 10 |
| 11 |
| 12 |
| 13 |
| 14 |
| 15 |
| 16 |
| 17 |
|    |
|    |
|    |
|    |
|    |

|  |  |                           | 46,50 %      | 51,82 %  | 5 165 830    | 5 756 951  |
|  |  | Langue                    | % maternelle | % parlée | # maternelle | # parlée   |
|  |  | peul / foulfouldé         | 9,39 %       | 8,29 %   | 1 042 987    | 921 377    |
|  |  | dogon                     | 7,12 %       | 6,48 %   | 791 435      | 719 967    |
|  |  | maraka / soninké          | 6,33 %       | 5,69 %   | 702 926      | 631 685    |
|  |  | malinké                   | 5,60 %       | 5,12 %   | 622 108      | 569 131    |
|  |  | sonraï / djerma           | 5,58 %       | 5,27 %   | 619 598      | 585 544    |
|  |  | minianka                  | 4,29 %       | 3,77 %   | 476 200      | 418 322    |
|  |  | tamacheq                  | 3,40 %       | 3,18 %   | 377 797      | 352 737    |
|  |  | sénoufo                   | 2,56 %       | 2,03 %   | 284 162      | 225 511    |
|  |  | bobo                      | 2,15 %       | 1,89 %   | 238 497      | 210 065    |
|  |  | bozo                      | 1,85 %       | 1,58 %   | 205 225      | 176 039    |
|  |  | kassonké                  | 1,17 %       | 1,07 %   | 129 438      | 118 400    |
|  |  | maure                     | 1,10 %       | 1,00 %   | 122 713      | 111 546    |
|  |  | samogo                    | 0,50 %       | 0,43 %   | 55 603       | 47 386     |
|  |  | dafing                    | 0,46 %       | 0,41 %   | 50 786       | 45 825     |
|  |  | arabe                     | 0,34 %       | 0,33 %   | 38 218       | 36 931     |
|  |  | haoussa                   | 0,04 %       | 0,03 %   | 4 453        | 3 562      |
|  |  | Non déclarées             | 0,69 %       | 0,75 %   | 76 778       | 83 663     |
|  |  | Autres langues du Mali    | 0,55 %       | 0,49 %   | 61 014       | 54 010     |
|  |  | Autres langues africaines | 0,31 %       | 0,18 %   | 34 679       | 20 532     |
|  |  | Autres langues étrangères | 0,08 %       | 0,18 %   | 8 865        | 20 128     |
|  |  | Total                     | 100,00 %     | 100,00 % | 11 109 312   | 11 109 312 |

#### Aptitude à lire et écrire
Selon le recensement général de la population et de l'habitat de 2009 du Mali, 29,81 % de la population résidente de 12 ans et plus sait lire et écrire, soit 2 533 500 habitants sur les 8 499 010 de 12 ans et plus ; si l'on exclut les réponses « non déterminé », ils sont 33,47 %, parmi les 7 569 002 habitants de 12 ans et plus ayant eu leur alphabétisme déterminé.
Pour ce qui est du français, 24,88 % de la population résidente de 12 ans et plus sait le lire et l'écrire, représentant 2 114 642 habitants sur les 8 499 010 de 12 ans et plus ; si l'on exclut les réponses "non déterminé" ils sont 27,94 % ; et si l'on exclut également les analphabètes, ils sont 83,47 %, les 16,53 % restants sachant lire et écrire une des langues nationales ou d'autres langues mais pas le français.
| Aptitude à lire et écrire                               | Pourcentage | Nombre    |
| ------------------------------------------------------- | ----------- | --------- |
| Sait lire et écrire le français seul                    | 22,56 %     | 1 917 501 |
| Sait lire et écrire uniquement une langue nationale     | 1,66 %      | 141 325   |
| Sait lire et écrire uniquement une autre langue         | 3,27 %      | 277 533   |
| Sait lire et écrire le français et une langue nationale | 2,32 %      | 197 141   |
| Ne sait ni lire, ni écrire                              | 59,25 %     | 5 035 502 |
| Non déterminé                                           | 10,94 %     | 930 008   |
| Total                                                   | 100,00 %    | 8 499 010 |

### Recensement de 1987
Le recensement de 1987 a enregistré la langue parlée par les personnes de plus de 6 ans. 
Le bambara arrive largement en tête (50,3 %), suivi du peul (10,7 %), du dogon (6,9 %), du songhay (6,3 %) et du soninké (6,3 %).

### SelonEthnologue
Selon la 17e édition de l'ouvrage Ethnologue, Languages of the World publiée en 2013, il y a 66 langues individuelles au Mali, toutes encore vivantes, dont 8 sont institutionnelles, 21 sont en développement, 33 sont vigoureuses et 4 sont en danger,.
Le tableau suivant donne un sommaire des 66 langues parlées rapportées dans la version en ligne de l'ouvrage sur le site web Ethnologue.com (Noter que la répartition par nombre de locuteurs ne fonctionne pas parfaitement) :
| Langue (Ethnologue)             | Branche                 | Famille                                        | Statut légal            | Locuteurs L1 au Mali | Locuteurs L2 au Mali       | Principale région        |
| ------------------------------- | ----------------------- | ---------------------------------------------- | ----------------------- | -------------------- | -------------------------- | ------------------------ |
| français                        | oïl                     | indo-européenne / romane / gallo-romane        | langue de travail       | 9 000                | 1 500 000 ?                | partout (partic. urbain) |
| hassaniyya (ou hassanya)        | arabe                   | afro-asiatique / sémitique                     | nationale et officielle | 106 100              | ?                          | Nord-Ouest               |
| bambara                         | mandingue               | nigéro-congolaise / mandé                      | nationale et officielle | 2 700 000            | 8 000 000 ?                | Sud                      |
| bomu                            | gour (du Nord)          | nigéro-congolaise / voltaïco-congolaise / gour | nationale et officielle | 102 000              | ?                          | Sud-Est                  |
| bozo, tiéyaxo (ou tigémaxo)     | bozo                    | nigéro-congolaise / mandé                      | nationale et officielle | 117 696              | ?                          | Centrale                 |
| dogon, tòro sò                  | dogon                   | nigéro-congolaise / voltaïco-congolaise        | nationale et officielle | 50 000               | ?                          | Centrale-orientale       |
| fulfuldé, maasina               | fula (ou peul)          | nigéro-congolaise / atlantique                 | nationale et officielle | 911 200              | ? (quelques locuteurs L2)  | Centrale                 |
| maninkakan de Kita (malinke)    | mandingue               | nigéro-congolaise / mandé                      | nationale et officielle | 600 000              | ?                          | Ouest                    |
| sénoufo, mamara (miniyanka)     | sénoufo                 | nigéro-congolaise / voltaïco-congolaises       | nationale et officielle | 737 802              | ?                          | Sud                      |
| sénoufo, syénara                | sénoufo                 | nigéro-congolaise / voltaïco-congolaise        | nationale et officielle | 136 500              | ?                          | Sud                      |
| songhaï, koyraboro senni        | songhaï (méridional)    | nilo-saharienne / songhaï                      | nationale et officielle | 400 000              | ? (langue de commerce)     | Nord                     |
| soninké (ou maraka)             | Langues mandées         | nigéro-congolaise / mandé                      | nationale et officielle | 700 000              | ?                          | Nord-Ouest               |
| tamasheq                        | tamashek (ou touareg)   | afro-asiatique / berbère                       | nationale et officielle | 250 000              | ?                          | Nord                     |
| xaasongaxango, khassonké        | mandingue               | nigéro-congolaise / mandé                      | nationale et officielle | 120 000              | ?                          | Nord-Ouest               |
| bankagooma                      |                         | nigéro-congolaise / mandé                      | aucun ?                 | 5 085                | ?                          | Sud                      |
| bobo madaré, septentrional      |                         | nigéro-congolaise / mandé                      | aucun ?                 | 18 400               | ?                          | Sud-Est                  |
| bozo, hainyaxo                  | bozo                    | nigéro-congolaise / mandé                      | aucun ?                 | 117 696              | ?                          | Centrale                 |
| bozo, jenaama                   | bozo                    | nigéro-congolaise / mandé                      | aucun ?                 | 100 000              | ?                          | Centrale                 |
| bozo, tièma cièwè               | bozo                    | nigéro-congolaise / mandé                      | aucun ?                 | 2 500                | ?                          | Centrale                 |
| dogon, banguéri mé              | dogon                   | nigéro-congolaise / voltaïco-congolaise        | aucun ?                 | 1 200                | ?                          | Centrale-orientale       |
| dogon, bondoum dom              | dogon                   | nigéro-congolaise / voltaïco-congolaise        | aucun ?                 | 24 700               | ?                          | Centrale-orientale       |
| dogon, dogoul dom               | dogon                   | nigéro-congolaise / voltaïco-congolaise        | aucun ?                 | 15 700               | ?                          | Centrale-orientale       |
| dogon, donno sò                 | dogon                   | nigéro-congolaise / voltaïco-congolaise        | aucun ?                 | 45 300               | ?                          | Centrale-orientale       |
| dogon, jamsay                   | dogon                   | nigéro-congolaise / voltaïco-congolaise        | aucun ?                 | 130 000              | ?                          | Centrale-orientale       |
| dogon, koloum sò                | dogon                   | nigéro-congolaise / voltaïco-congolaise        | aucun ?                 | 24 000               | ?                          | Centrale-orientale       |
| dogon, téné kan                 | dogon                   | nigéro-congolaise / voltaïco-congolaise        | aucun ?                 | 127 000              | ?                          | Centrale-orientale       |
| dogon, tomo kan                 | dogon                   | nigéro-congolaise / voltaïco-congolaise        | aucun ?                 | 132 800              | ?                          | Centrale-orientale       |
| dogon, toro tégou               | dogon                   | nigéro-congolaise / voltaïco-congolaise        | aucun ?                 | 2 900                | ?                          | Centrale-orientale       |
| duungooma                       |                         | nigéro-congolaise / mandé                      | aucun ?                 | 70 000               | ?                          | Sud                      |
| jahanka                         |                         | nigéro-congolaise / mandé                      | aucun ?                 | 500                  | ?                          | Sud-Ouest                |
| jalunga, dyalonké               |                         | nigéro-congolaise / mandé                      | aucun ?                 | 9 000                | ?                          | Sud-Ouest                |
| jowulu                          |                         | nigéro-congolaise / mandé                      | aucun ?                 | 10 000               | ?                          | Sud-Est                  |
| dioula (ou jula)                | mandingue               | nigéro-congolaise / mandé                      | aucun ?                 | 50 000               | ? (très proche du bambara) | Sud-Est, toutes ?        |
| kagoro                          | mandingue               | nigéro-congolaise / mandé                      | aucun ?                 | 15 000               | ?                          | Ouest                    |
| koromfé                         | gour (du Nord)          | nigéro-congolaise / voltaïco-congolaise / gour | aucun ?                 | 100                  | ?                          | Sud-Est                  |
| maninkakan de l’Ouest (malinke) | mandingue               | nigéro-congolaise / mandé                      | aucun ?                 | 100 000              | ?                          | Sud-Ouest                |
| marka                           | marka                   | nigéro-congolaise / mandé                      | aucun ?                 | 25 000               | ? (très proche du soninké) | Sud-Est                  |
| mòoré (ou moré)                 | oti-volta               | nigéro-congolaise / voltaïco-congolaise / gour | aucun ?                 | 17 000               | ?                          | Sud-Est                  |
| pana                            |                         | nigéro-congolaise / voltaïco-congolaise        | aucun ?                 | 2 800                | ?                          | Centrale-orientale       |
| pulaar                          | fula (ou peul)          | nigéro-congolaise / atlantique                 | aucun ?                 | 175 000              | ?                          | Ouest                    |
| pular                           | fula (ou peul)          | nigéro-congolaise / atlantique                 | aucun ?                 | 50 000               | ?                          | Sud-Ouest                |
| sàmòmá                          |                         | nigéro-congolaise / voltaïco-congolaise        | aucun ?                 | ? (6 villages)       | ?                          | Sud-Est                  |
| sénoufo, sìcìté                 | sénoufo                 | nigéro-congolaise / voltaïco-congolaise        | aucun ?                 | ? (4 villages)       | ?                          | Sud-Est                  |
| sénoufo, supyiré                | sénoufo                 | nigéro-congolaise / voltaïco-congolaise        | aucun ?                 | 364 000              | ?                          | Sud                      |
| songhaï, humburi senni          | songhaï (méridional)    | nilo-saharienne / songhaï                      | aucun ?                 | 15 000               | ?                          | Nord                     |
| songhaï, koyra chiini           | songhaï (méridional)    | nilo-saharienne / songhaï                      | aucun ?                 | 200 000              | ?                          | Nord                     |
| tadaksahak                      | songhaï (septentrional) | nilo-saharienne / songhaï                      | aucun ?                 | 30 000               | ?                          | Nord                     |
| tamajaq                         | tamashek (ou touareg)   | afro-asiatique / berbère                       | aucun ?                 | 190 000              | ?                          | Nord                     |
| zarmaci                         | songhaï (méridional)    | nilo-saharienne / songhaï                      | aucun ?                 | ? (2 villages)       | ?                          | Nord-Est                 |

### Bamako

#### Langues maternelles et parlées
En 2014, 44,7 % des habitants de Bamako de 15 ans et plus savent parler et comprendre le français, ce qui en fait la 2e langue la plus connue à Bamako après le bambara. Sa faible présence dans le tableau ci-dessous (Autres langues étrangères) est due au fait qu'elle n'est la langue maternelle que de moins de 1 % des Maliens et n'est parlée au quotidien que par peu de gens en dehors du système scolaire et des médias.
|    |
| -- |
| 1  |
| 2  |
| 3  |
| 4  |
| 5  |
| 6  |
| 7  |
| 8  |
| 9  |
| 10 |
| 11 |
| 12 |
| 13 |
| 14 |
| 15 |
| 16 |
| 17 |
|    |
|    |
|    |
|    |
|    |

| Langue                    | % maternelle | % parlée | # maternelle | # parlée  |
| ------------------------- | ------------ | -------- | ------------ | --------- |
| bambara                   | 73,06 %      | 86,39 %  | 1 076 284    | 1 272 669 |
| maraka / soninké          | 5,48 %       | 2,91 %   | 80 739       | 42 808    |
| peul / foulfouldé         | 4,24 %       | 1,72 %   | 62 500       | 25 392    |
| malinké                   | 3,98 %       | 2,16 %   | 58 585       | 31 847    |
| sonraï / djerma           | 3,33 %       | 1,73 %   | 49 050       | 25 431    |
| dogon                     | 3,24 %       | 1,40 %   | 47 667       | 20 555    |
| bobo                      | 1,45 %       | 0,68 %   | 21 335       | 10 064    |
| sénoufo                   | 0,70 %       | 0,16 %   | 10 337       | 2 322     |
| minianka                  | 0,66 %       | 0,17 %   | 9 782        | 2 523     |
| kassonké                  | 0,65 %       | 0,27 %   | 9 568        | 4 001     |
| bozo                      | 0,45 %       | 0,16 %   | 6 644        | 2 342     |
| tamacheq                  | 0,31 %       | 0,22 %   | 4 544        | 3 207     |
| dafing                    | 0,25 %       | 0,07 %   | 3 651        | 1 093     |
| maure                     | 0,18 %       | 0,05 %   | 2 679        | 697       |
| samogo                    | 0,12 %       | 0,04 %   | 1 830        | 607       |
| arabe                     | 0,06 %       | 0,03 %   | 833          | 447       |
| haoussa                   | 0,03 %       | 0,02 %   | 468          | 234       |
| Non déclarées             | 0,54 %       | 0,70 %   | 7 910        | 10 380    |
| Autres langues du Mali    | 0,21 %       | 0,06 %   | 3 034        | 929       |
| Autres langues africaines | 0,79 %       | 0,30 %   | 11 609       | 4 475     |
| Autres langues étrangères | 0,28 %       | 0,76 %   | 4 164        | 11 190    |
| Total                     | 100,00 %     | 100,00 % | 1 473 213    | 1 473 213 |

#### Aptitude à lire et écrire
En 2009, selon le recensement général de la population et de l'habitat de 2009 du Mali, 70 % de la population résidente de 12 ans et plus du district de Bamako sait lire et écrire.
En 2003, 56 % des habitants savaient lire et écrire.
Le français étant la langue d'instruction :
- En 2014, 47,7 % des habitants de Bamako de 15 ans et plus savent lire et écrire le français[22].
- En 2009, selon le recensement général de la population et de l'habitat de 2009 du Mali, 53,76 % de la population résidente de 12 ans et plus du district de Bamako sait lire et écrire le français, soit 653 029 habitants sur les 1 214 667 de 12 ans et plus ; si l'on exclut les réponses "non déterminé" ils sont 61,63 % parmi les 1 059 643 habitants de 12 ans et plus ayant eu leur alphabétisme déterminé ; et si l'on exclut également les analphabètes, ils sont 94,38 %, soit sur 691 904 habitants, les 5,62 % restants sachant lire et écrire une des langues nationales ou d'autres langues mais pas le français[23].

| Aptitude à lire et écrire                               | Pourcentage | Nombre    |
| ------------------------------------------------------- | ----------- | --------- |
| Sait lire et écrire le français seul                    | 50,34 %     | 611 485   |
| Sait lire et écrire uniquement une langue nationale     | 0,57 %      | 6 891     |
| Sait lire et écrire uniquement une autre langue         | 2,63 %      | 31 984    |
| Sait lire et écrire le français et une langue nationale | 3,42 %      | 41 544    |
| Ne sait ni lire, ni écrire                              | 30,27 %     | 367 739   |
| Non déterminé                                           | 12,76 %     | 155 024   |
| Total                                                   | 100,00 %    | 1 214 667 |

#### Français
En 2014, 47,7 % des habitants de Bamako de 15 ans et plus savent lire et écrire le français tandis que 44,7 % savent le parler et le comprendre.
Selon le recensement général de la population et de l'habitat de 2009 du Mali, 53,76 % de la population résidente de 12 ans et plus du district de Bamako sait lire et écrire le français, soit 653 029 habitants sur les 1 214 667 de 12 ans et plus ; si l'on exclut les réponses "non déterminé" ils sont 61,63 % parmi les 1 059 643 habitants de 12 ans et plus ayant eu leur alphabétisme déterminé ; et si l'on exclut également les analphabètes, ils sont 94,38 %, soit sur 691 904 habitants, les 5,62 % restants sachant lire et écrire une des langues nationales ou d'autres langues mais pas le français.

#### Bambara
Le bambara, l'une des 13 langues nationales du Mali, est la langue véhiculaire à Bamako et est largement utilisé dans les activités quotidiennes.

## Politique linguistique du Mali
La nouvelle constitution de la république du Mali adoptée par référendum le 23 juin 2023 par 97 % des votants - référendum boycotté par des partis d'opposition et des associations représentant la société civile, qui accusent le scrutin d'être entaché par des «irrégularités» et des «fraudes» - stipule désormais que « les langues nationales sont les langues officielles du Mali » et « le français est la langue de travail ». Le français n'est donc plus la langue officielle du Mali.
Le gouvernement malien, tout comme l'Organisation internationale de la francophonie (OIF), « appuient les initiatives permettant de maintenir les langues nationales en Afrique et cela passe assurément par l’alphabétisation de ces populations dans leur langue maternelle. Toutefois, dans des pays où une multitude de langues nationales sont parlées, comme au Cameroun, au Bénin, en Côte d’Ivoire et dans une moindre mesure au Burkina, au Mali et au Sénégal, il est extrêmement difficile de supporter un système d’éducation public qui permettrait d’enseigner chacune de ces langues au primaire, au secondaire et même à l’université (confection du matériel pédagogique, formation des enseignants, etc.). Par ailleurs, certains pays qui comptent une langue nationale parlée par la presque totalité de la population proposent déjà des programmes de formation dans lesquels cette langue occupe une place centrale. C’est le cas du Rwanda, du Burundi et de Madagascar ou encore de la Tanzanie. Qui plus est, la situation linguistique dans ces pays permet que de nombreux médias écrits en langue nationale occupent l’espace public : c’est le cas notamment du kinyarwanda qui est la langue nationale du Rwanda. Bref, les contextes linguistiques de cet espace francophone sont fort variés et c’est assurément ce qui en fait sa richesse.
Il demeure toutefois que pour la vaste majorité des pays d’Afrique subsaharienne de la Francophonie, compte tenu des mosaïques linguistiques qui les caractérisent, c’est la langue française qui a été adoptée – ou qui s’est imposée – dans l’enseignement formel et dans une bonne partie de l’espace médiatique, notamment dans les médias écrits. Ceci étant, après 50 ans d’indépendance, les populations de plusieurs pays africains s’approprient cette langue française et on ne peut que s’en réjouir. Si en 1960, moins de 2 % des francophones (défini par la capacité à lire et écrire en français) se trouvaient sur le continent africain, actuellement c’est environ 50 % et en 2050, si la tendance se maintient, ce sera 85 %. » (Richard Marcoux, 2012).
La proportion de personnes capables de lire et écrire dans une langue nationale est en progression constante, passant de 0,7 % en 1987, à 2,6 % en 1998 et à 3,98 % en 2009.

## Usages des langues
« Le français est la langue officielle du Mali. La vie publique et politique se fait et se légitime en
écrivant et en parlant le français. L’instruction formelle se fait en français pour la transmission et l’acquisition du savoir à l’école. La distanciation sociale dans la communication verbale, voire la marque d’une supériorité de statut, s’expriment en parlant le français. Les exemples qui peuvent décrire les multiples fonctions et usages du français au Mali abondent. Cependant, des facteurs historiques sont à l’origine de la concurrence qui est faite au français, non seulement dans la gestion de la vie publique au quotidien, mais également dans la sphère de l’instruction (l’école). L’option socialiste à l’indépendance et le désir de construction d’une identité propre ont amené les autorités du Mali à envisager l’utilisation des langues nationales comme outils de développement (Diarra, 1997 : 25), et les choix idéologiques et politiques qui ont été opérés ont défini un paysage linguistique qui a évolué au fil des ans. En outre, la vitalité démographique des groupes a aussi participé à cette recomposition à la fois linguistique et populationnelle. » (ODSEF, 2010).
« La langue officielle est une forme « haute » par rapport à la langue nationale qui est elle-même une forme « haute » par rapport aux autres langues. L'accès au pouvoir passe par la maitrise de la langue officielle, mais celle de la langue locale dominante (qu'elle soit la seule langue promue au rang de langue nationale ou non) confère un pouvoir de plus. Cependant, si le bambara par exemple peut être vécu comme une langue de libération face au français, il peut aussi être perçu comme une langue d'oppression par les Songhaï de Tombouctou ou les Tamasheq du nord (Calvet, 2005) » (Fatou Dia, 2011).
« Du fait de la minorité des locuteurs de langue française, les langues maliennes sont davantage utilisées que le français dans la vie de tous les jours notamment en ce qui concerne les soins dans les hôpitaux ou les centres de santé par exemple. Malgré tout, la maitrise du français offre de nombreuses possibilités comme l'accès à certains postes, reconnaissance sociale et prestige. ».

## Dynamique des langues

### Français
« Bien qu’étant la langue officielle, le français est loin d’être la première langue parlée au sein de la population malienne. En fait, 0,11 % de la population en 1987 et 0,09 % en 1998 avaient le français comme première langue parlée. » (ODSEF, 2010).
En revanche, bien que n'étant que rarement la première langue parlée, la connaissance du français a beaucoup progressé : En 1960, 66 000 Maliens savaient lire et écrire en français ; en 1987, ils étaient 564 650 ; en 1998, ils étaient 884 355 ; en 2009, ils étaient 2 114 642 ; et en 2015 ils sont 2 744 000.
En 2024, la population francophone du Mali représente 20 %, soit environ 4 884 000 personnes. Parmi elles, 6,4 % (environ 1 491 000 individus) parlent le français comme langue maternelle. De plus, 3 329 144, soit 13,6 % de la population totale de 24 479 000, utilisent le français comme langue seconde.
| Année | Pourcentage | Nombre    |
| ----- | ----------- | --------- |
| 1960  |             | 66 000    |
| 1976  |             |           |
| 1987  | 11,9 %      | 564 650   |
| 1998  | 14,7 %      | 884 355   |
| 2009  | 24,9 %      | 2 114 642 |
| 2024  | 20 %        | 4 884 000 |

## Médias
Le français est grandement présent sur les chaînes de télévision et occupe presque totalement l’espace des médias écrits du Mali.